# Parque Nacional Pico Bonito

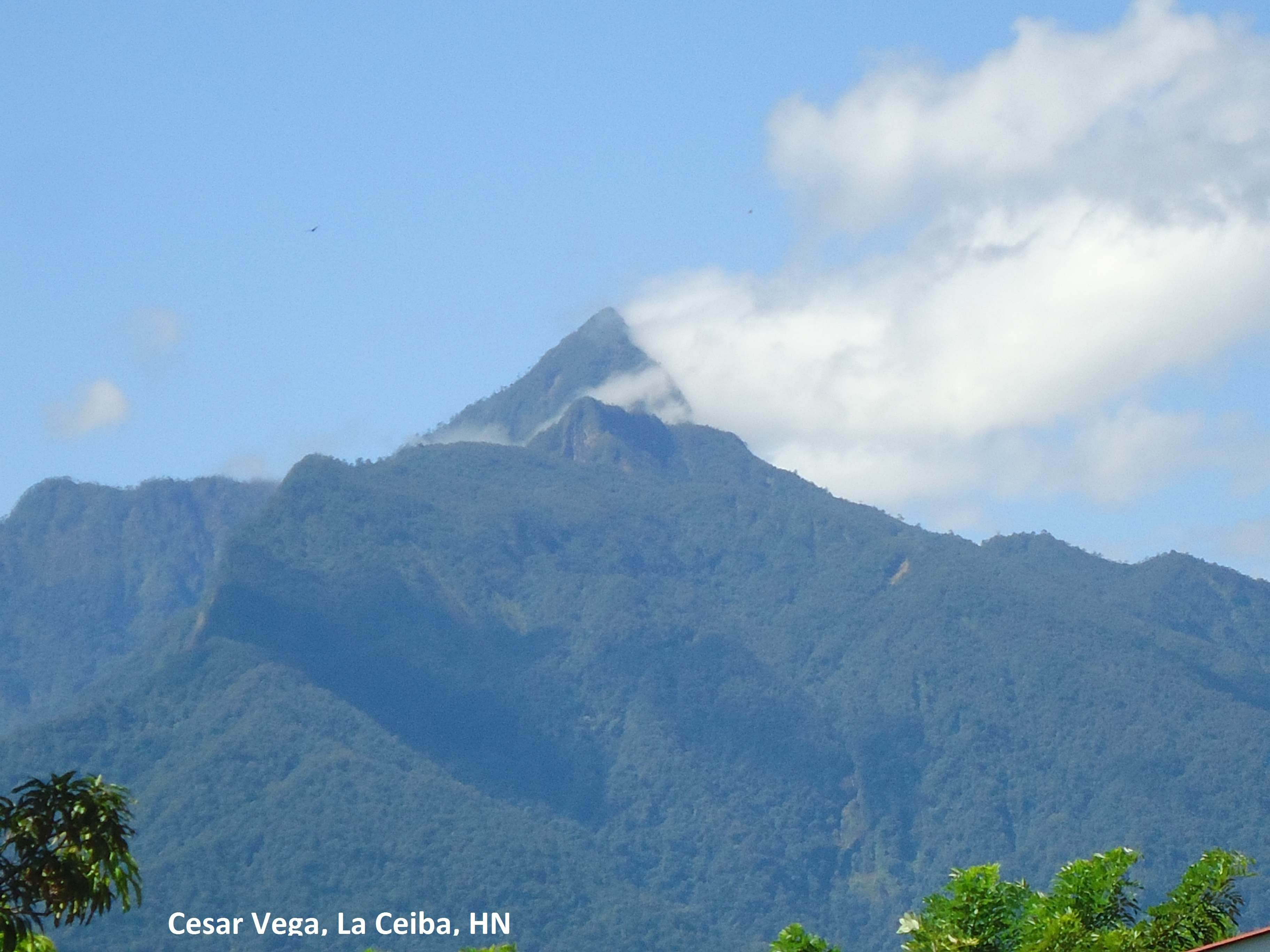
Der Pico Bonito im Parque Nacional Pico Bonito

Der Parque Nacional Pico Bonito ist ein 1073 Quadratkilometer großer Nationalpark in Honduras südwestlich der karibischen Küstenstadt La Ceiba.
Das in West-Ost-Richtung 35 km lange und bis 30 km breite Naturschutzgebiet liegt in der Cordillera de Nombre de Dios und ist benannt nach seinem zweithöchsten Gipfel, dem zentral gelegenen Pico Bonito, 2435 m. Eingerichtet wurde die Schutzzone nach dem honduranischen Gesetz zum Schutz der Nebelwälder, Ley de Protección de Los Bosques Nublados de Honduras, von 1987 im Jahr 1993. Über zwei Departamentos, Atlantida und Yoro, erstreckt sich eine Berglandschaft mit reichhaltiger Flora und Fauna. Der Bergwald steckt voller Primaten der Art Schwarze Brüllaffen, so auch am Pico Montaña Corozal (2480 m), dem höchsten Berg der Ruhezone.